# Tilloclytus pilosus
Tilloclytus pilosus là một loài bọ cánh cứng trong họ Cerambycidae.